# Medalla Nacional de Tecnologia i Innovació
La Medalla Nacional de Tecnologia i Innovació (en anglès: National Medal of Technology and Innovation; anteriorment coneguda com la Medalla Nacional de Tecnologia, en anglès: National Medal of Technology) és un honor que es concedeix pel President dels Estats Units d'Amèrica a inventors i innovadors que han fet contribucions importants en el desenvolupament de les noves tecnologies. El premi pot ser concedit a una persona en concret, a un grup de persones o a la totalitat d'una organització o societat. És l'honor més gran en els Estats Units que es pot adjudicar a un ciutadà pels mèrits relacionats amb el progrés tecnològic.

## Història
La Medalla Nacional de Tecnologia es va crear el 1980 pel Congrés dels Estats Units en virtut de la Llei Stevenson-Wydler d'Innovació Tecnològica. Es tracta d'un esforç bipartidista per fomentar la innovació tecnològica i la competitivitat tecnològica dels Estats Units en l'escenari internacional. Les primeres Medalles Nacionals de Tecnologia es van publicar en 1985, pel llavors president Ronald Reagan, a 12 persones i una empresa. Els primers beneficiaris són gegants com la tecnologia de Steve Jobs i Stephen Wozniak, fundadors d'Apple Computer, i AT & T Bell Laboratories, una veritable potència en la innovació tecnológica. La medalla ha estat atorgada anualment pel guanyador més recent, els beneficiaris en 2004, després d'haver estat anunciada el 14 de novembre del 2005.

## Procés de l'entrega de premi
Cada any, l'Agència d'Administració de Tecnologia en virtut de el Departament de Comerç dels Estats Units insta la designació de nous candidats per a la Medalla Nacional de Tecnologia. Els candidats són proposats pels seus companys que tenen de primera mà els èxits dels candidats. Els candidats poden ser persones, equips de persones (fins a 4), organitzacions o empreses. Les persones i tots els membres dels equips, han de ser ciutadans dels Estats Units i de les organitzacions i les empreses han de ser de propietat nord-americana (és a dir, el 50% dels seus actius o accions han de ser en poder dels ciutadans dels EE .UU.).
Totes les candidatures són referides a Comitè d'Avaluació de la Medalla Nacional de Tecnologia, que emet recomanacions a la Secretària de Comerç dels Estats Units. Tots els candidats seleccionats com a finalistes són revisats per un control de seguretat de l'FBI. La informació recopilada a través del control de seguretat pot ser considerada en la selecció final de guanyadors. El secretari de Comerç és llavors capaç d'assessorar el President dels Estats Units en el fet que els candidats han de rebre la Medalla Nacional de Tecnologia. Els nous guardonats a la Medalla Nacional de Tecnologia són anunciats pel President dels EUA un cop s'ha realitzat la selecció final.